# César Cueto
César Augusto Cueto Villa (ur. 6 czerwca 1952 w Limie) – piłkarz peruwiański grający na pozycji pomocnika.

## Kariera klubowa
Karierę piłkarską Cueto rozpoczął w klubie Alianza Lima. W 1969 roku zadebiutował w jego barwach w peruwiańskiej Primera División i stał się jego podstawowym zawodnikiem. W 1972 roku odszedł do innego pierwszoligowego klubu, José Gálvez z miasta Chimbote. Tam grał do końca 1973 roku, a w 1974 roku przeszedł do Municipalu Lima. Po roku gry w tym klubie wrócił do Alianzy i w latach 1975, 1977 i 1978 wywalczył z nią trzy mistrzostwa Peru.
W 1979 roku Cueto wyjechał do Kolumbii i jego pierwszym klubem w tym kraju było Atlético Nacional. Tam został mianowany kapitanem zespołu. W 1980 i 1981 roku został uznany najlepszym piłkarzem ligi kolumbijskiej. W 1981 roku wywalczył też mistrzostwo Kolumbii. W 1984 roku został piłkarzem Amériki Cali. W tym samym roku został z klubem z Cali mistrzem Kolumbii. W kraju tym występował także w takich zespołach jak: Deportivo Pereira (1986) i Cúcuta Deportivo (1987). W połowie 1987 roku wrócił do Alianzy i grał w niej do końca swojej kariery, czyli do 1991 roku.

## Kariera reprezentacyjna
W reprezentacji Peru Cueto zadebiutował 6 czerwca 1972 roku w zremisowanym 0:0 towarzyskim meczu z Kolumbią. W 1978 roku był w kadrze Peru na Mistrzostwach Świata w Argentynie. Wystąpił na nich w 6 spotkaniach: ze Szkocją (3:1 i gol w 42. minucie), z Holandią (0:0), z Iranem (4:1), z Brazylią (0:3), z Polską (0:1) i z Argentyną (0:6). W 1982 roku został powołany przez selekcjonera Tima do kadry na Mistrzostwa Świata w Hiszpanii. Tam także był członkiem wyjściowej jedenastki i zagrał w 3 meczach: z Kamerunem (0:0), z Włochami (1:1) i z Polską (1:5). W swojej karierze zagrał także na Copa América 1975 (wywalczył wówczas mistrzostwo kontynentu) i 1979. Od 1972 do 1985 roku rozegrał w kadrze narodowej 51 meczów i strzelił 6 goli.